# 征服世界

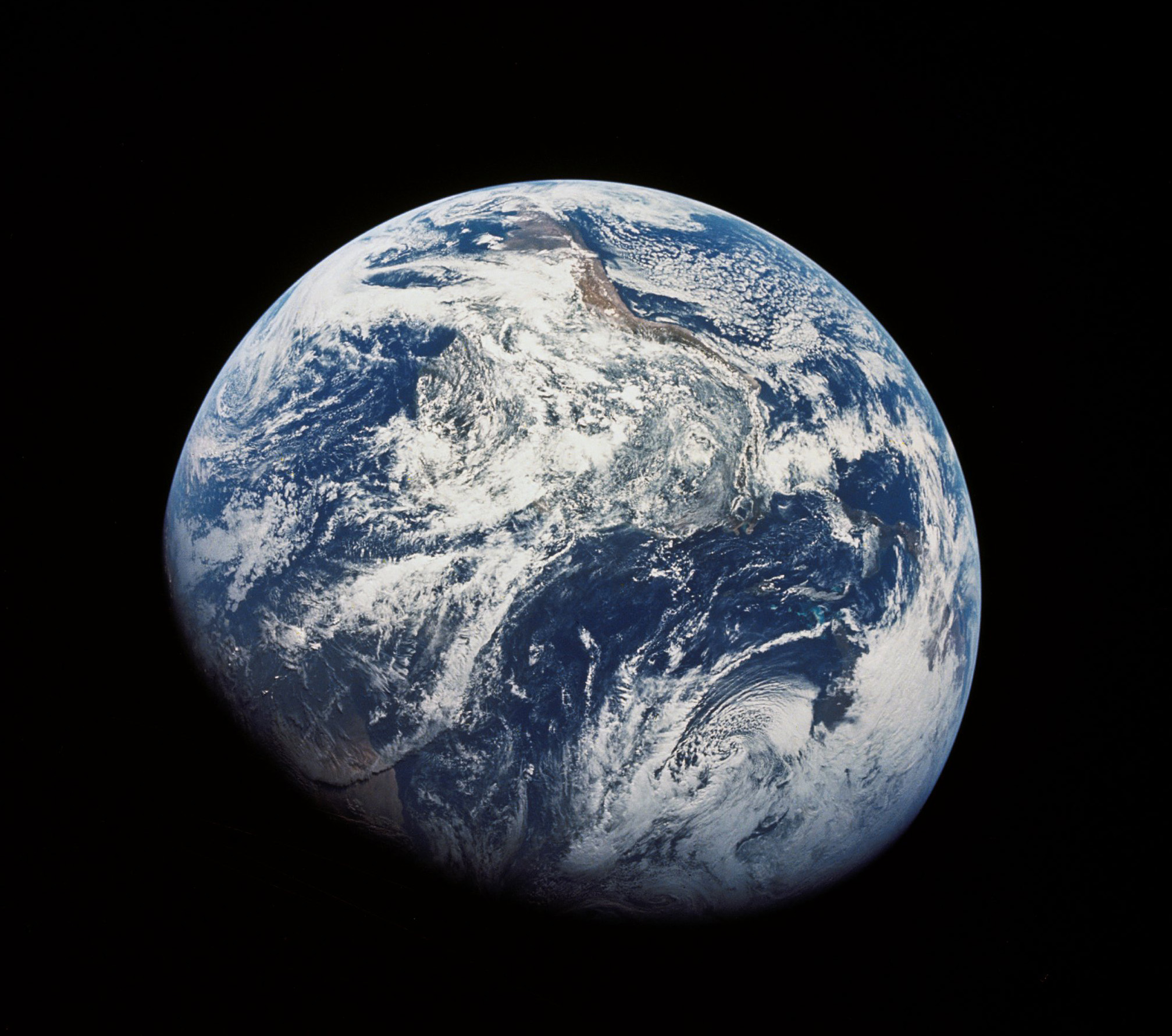
世界（地球）

征服世界，又稱征服地球、統治世界或統一世界，是指一個國家或組織採取武力或其他強制手段，將世界上的國家全部佔領、併吞或消滅，把全人類納入底下支配的行為。人類歷史中並沒有任何一個國家成功征服世界過，此情況僅會出現在虛構作品情節和一些猜想中。

## 法律約束
現今世界已有多個國家林立，依據習慣國際法，若缺乏自衛理由，對他國發動戰爭，是屬於侵略戰爭行為；並違反戰爭法或國際人道法，構成戰爭罪，將受到國際譴責。在聯合國共同宣言當中也提及了「對抗及阻止野蠻和殘暴的勢力征服世界」。

## 其它定義
一項產品在全球有高度的使用率，該流行產品也會被稱作征服世界的一種。

## 相關的現實人事物
- 希特勒－《我的奮鬥》
- 彼得·拉赫科夫斯基－《錫安長老會紀要》
- 田中奏摺
- 奧姆真理教－真理國－奧姆真理教的顛覆國家計畫

## 征服世界的虛構國家

### 動漫
- Code Geass 反叛的魯路修－神聖不列顛尼亞帝國[注 1]
- 世界征服 謀略之星－星[注 2]
- 科學小飛俠

### 遊戲
- 終極動員令 紅色警戒2：尤里的復仇
- 終極動員令：紅色警戒3－昇陽帝國[注 3]
- 終極動員令：紅色警戒3－蘇聯 [注 4]
- 世界征服者
- 德軍總部：新秩序- 納粹德國[注 5]